# Lionel Nathan de Rothschild

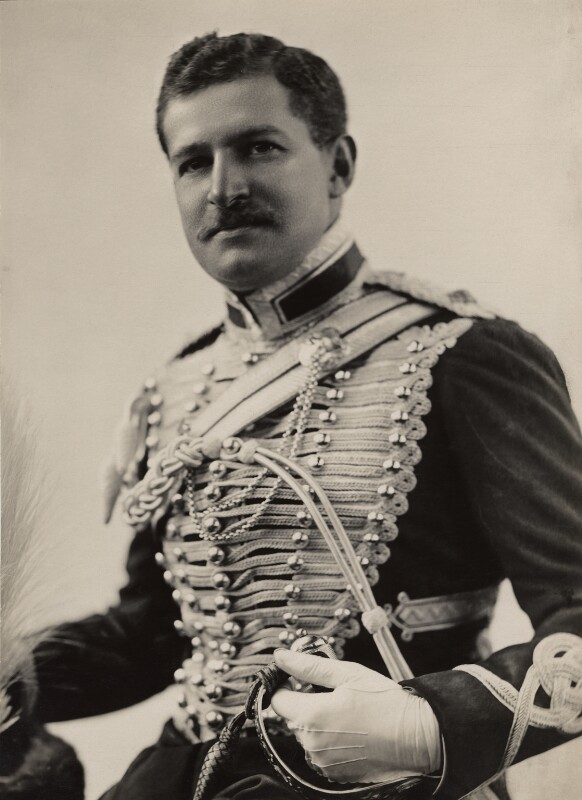

Lionel Nathan de Rothschild (* 25. Januar 1882 in London; † 28. Januar 1942 ebd.) war ein britischer Bankier und Politiker (Conservative Party).

## Leben und Tätigkeit
Rothschild war der älteste Sohn des Leopold de Rothschild (1845–1917) und seiner Frau Marie, geb. Perugia (1862–1937). Er wurde an der Harrow School und am Trinity College der Universität Oxford ausgebildet, wo er 1903 einen Bachelor und 1908 einen Master-Abschluss erwarb.
Bei der britischen Parlamentswahl des Jahres 1910 wurde Rothschild als Kandidat der Conservative Party im Wahlkreis Aylesburgy ins House of Commons, das britische Parlament gewählt, dem er in der Folge bis ins Jahr 1923 als Abgeordneter angehörte.
Im Gegensatz zu seinen beiden jüngeren Brüdern nahm Rothschild wegen seiner Verpflichtungen um das Bankhaus seiner Familie (N M Rothschild & Sons) nicht aktiv am Ersten Weltkrieg teil. Stattdessen wirkte er als Major der Royal Buckinghamshire Yeomanry an der Ausbildung von Kriegsfreiwilligen mit.
Nach dem Tod seines Vaters im Jahr 1917 wurden Rothschild und sein Bruder Anthony Vorstandsmitglieder von N M Rothschild & Sons.
Neben seiner Tätigkeit als Bankier und Parlamentsabgeordneter machte Rothschild sich einen Namen als Gartenbauer bzw. Förderer des Gartenbaus. So schuf er ab 1919 die Exbury Gardens in Hampshire, die als eine der bedeutendsten Gartenanlagen Englands gilt und einen Bestand von mehr als einer Million Pflanzen umfasst. Zudem züchtete er dort mehr als 1204 neue Rhododendron- und Azaleenhybride. In den 1920er Jahren errichtete er außerdem das Landhaus Exbury House.
Ende der 1930er Jahre geriet Rothschild aufgrund seiner Stellung im britischen Wirtschaftsleben ins Visier der Polizeiorgane des NS-Staates, die ihn als wichtige Zielperson einstuften. Nach Angaben der Times – so die Jüdische Wochenpost – sollte die berühmte, zwischen 1835 und 1860 in England entstandene Sammlung von Bildern, französischen Möbeln, Gobelins und Kunstgegenständen, Ende April 1939 in London zum Verkauf gebracht werden. Die wichtigsten Stücke werde die Times ausführlich beschreiben und zwei der Stücke auf dem Titelblatt abbilden. Im Frühjahr 1940 setzte das Reichssicherheitshauptamt in Berlin ihn dann auf die Sonderfahndungsliste G.B., ein Verzeichnis von Personen, die im Falle einer erfolgreichen deutschen Invasion Großbritanniens durch die Sonderkommandos der SS-Einsatzgruppen mit besonderer Priorität ausfindig gemacht und verhaftet werden sollten.
Rothschild wurde auf dem Willesden Jewish Cemetery begraben.

## Familie
Im Jahr 1912 heiratete Rothschild Marie Louise Eugénie Beer (1892–1975). Aus der Ehe gingen zwei Söhne – Edmund Leopold (1916–2009) und Leopold David (1927–2012) – und zwei Töchter – Rosemary Leonora Ruth (1913–2013) und Naomi Luisa Nina (1920–2007) – hervor.

## Einzelbelege
1. ↑  Jüdische Wochenpost mit Wirtschaftsblatt Ausgabe Bielsko-Biala. Nr. 1. Bielsko-Biala 31. März 1939, S. 5 (verfügbar über die National Library of Poland).
2. ↑  https://family.rothschildarchive.org/people/128-naomi-louisa-nina-de-rothschild-1920-2007

| Personendaten    | Personendaten                                         |
| ---------------- | ----------------------------------------------------- |
| NAME             | Rothschild, Lionel Nathan de                          |
| KURZBESCHREIBUNG | britischer Bankier und Politiker (Conservative Party) |
| GEBURTSDATUM     | 25. Januar 1882                                       |
| GEBURTSORT       | London                                                |
| STERBEDATUM      | 28. Januar 1942                                       |
| STERBEORT        | London                                                |